# Fuel for the Hate Game
Fuel For The Hate Game es el tercer álbum de estudio de Hot Water Music y, según la crítica, el mejor de la banda de Gainesville. El álbum fue grabado en la primavera de 1996 en los Morrisound Studios de Florida y producido por Steve Heritage. No Idea distribuyó este álbum y lo sacó a la venta el 19 de octubre de 1998. 
El álbum incluye el éxito «Freightliner», que aparece en la banda sonora del videojuego Tony Hawk's Pro Skater 4.

## Listado de canciones
1. «220 Years» - 4:46
2. «Turnstile» - 3:27
3. «Blackjaw» - 3:12
4. «Trademark» - 3:16
5. «Freightliner» - 3:17
6. «The Sleeping Fan» - 4:29
7. «Facing And Backing» - 4:02
8. «Rock Singer» - 3:52
9. «North And About» - 3:26
10. «Difference Engine» - 3:18
11. «Drunken Third» - 3:57

## Créditos
- Chuck Ragan - cantante, guitarra
- Chris Wollard - cantante, guitarra
- Jason Black - bajo
- George Rebelo - batería